# أزداركتيات
الأزداركتيات (كلمة «اژدرها» من الميثولوجيا الفارسية والتي تعني «تنين») هي فصيلة من البتروصورات كانت تعيش خلال العصر الطباشيري المتأخر، بالرغم من أن بعض الفقاريات الأخرى التي تشبه الأزداركتيات تعود إلى الطباشيري المبكر (الفترة البرياسية المتأخرة، قبل حوالي 140 مليون سنة). تتضمن الأزداركتيات بعض أكبر الحيوانات الطائرة المعروفة على الإطلاق. تعتبر هذه المجموعة في الأصل تحت فصيلة منالبترانودونيات، وقد اعتبر نيسوف (1984) أن الأزداركتيات تتضمن بتروصورات الأزداركتو والكويتزالكوتلس.

## الوصف
تتميز الأزداركتيات بأرجلها ورقابها شديدة الطول، تتألف من فقرات عنقية مُمتدة دائرية الشكل. ما زالت معظم أنواع الأزداركتيات معروفة بشكل رئيسي من عظام رقابها المُميزة وليس من شيء آخر، أما الأزداركتيات القليلة المعروفة من هياكل عظمية حالتها جيدة إلى حد معقول فمنها الجيجانغوبتريكس والكويتزالكوتلس. تتميز الأزداركتيات أيضاً برؤوسها الكبيرة نسبياً وفكوكها الطويلة الشبيهة بالرماح. كان يُعتقد في الماضي أن الأزداركتيات هي طيور بحرية، لكن البحوث التي أجريت لاحقاً شككت بهذه الفكرة ببرهنتها على أن هذه البتروصورات كانت تفتقر إلى التكيفات الضرورية من أجل العيش بنمط غذاء وحياة الطيور البحرية، وأنها ربما كانت حيوانات أرضية أكثر من ذلك مثل اللقالق الحديثة.